# ديب سيك
ديب سيك (بالصينية: 深度求索; البينيين: Shēndù Qiúsuǒ) هي شركة ذكاء اصطناعي صينية تعمل على تطوير نماذج لغوية كبيرة مفتوحة المصدر في مجال تعلم الآلة. يمول صندوق التحوّط الصيني هاي فلاير الشركة حصريًّا. يقع مقر كل من ديب سيك وهاي فلاير في مدينة هانغتشو بمقاطعة تشجيانغ. وبالمقارنة بمنافسين آخرين مثل أوبن أيه آي وستابيليتي أيه آي، حقق نموذج ديب سيك آر 1 نتائج أفضل من تشات جي بي تي في معيار للاستدلال المنطقي ودرجة أعلى في اختبار الرياضيات AIME 2024.

## النشأة
في عام 2015، أسس ليانغ ونفينغ شركة هاي-فلاير، وهو خريج جامعة جيجيانغ، والذي بدأ التداول طالبًا خلال الأزمة المالية 2007-2008. استخدمت الشركة التعلم الآلي لتداول الأسهم. في عام 2019، أنشأت شركة الذكاء الاصطناعي هاي-فلاير المخصصة للبحث في خوارزميات الذكاء الاصطناعي وتطبيقاتها الأساسية. بحلول عام 2021، كانت جميع استراتيجيات هاي فلاير تستخدم الذكاء الاصطناعي، الأمر الذي استدعى مقارنات مع صندوق التحوط الأمريكي لشركة رينايسنس التكنولوجية.
في أبريل 2023، أعلنت شركة هاي فلاير أنها ستشكل هيئة مستقلة جديدة لبحث الذكاء العام الاصطناعي. والذي لن يُستخدم لتداول الأسهم وسيكون منفصلاً عن الأعمال المالية لشركة هاي فلاير، في مايو 2023، أُطلقت الشركة باسم ديب سيك. مولت هاي-فلاير تطوير ديب سيك. كانت شركات رأس المال الاستثماري مترددة في توفير التمويل لأنه من غير المرجح أن تتمكن من تحقيق مخرج في فترة زمنية قصيرة.
بعد إصدار النسخة الثانية من ديب سيك في مايو 2024، والذي قدم أداءً قويًا بسعر منخفض، أصبحت ديب سيك معروفة كمحفز لحرب أسعار نماذج الذكاء الاصطناعي في الصين. وسرعان ما أطلق عليها اسم " بندودو اوف إي آي"، وبدأت شركات التكنولوجيا الكبرى الأخرى مثل بايت دانس وتينسنت وبايدو و علي بابا في خفض أسعار نماذج الذكاء الاصطناعي الخاصة بها للتنافس مع الشركة. وعلى الرغم من السعر المنخفض الذي فرضته شركة ديب سيك، إلا أنها كانت مربحة مقارنة بمنافسيها الذين كانوا يخسرون المال.
حتى الآن، تركز ديب سيك فقط على الأبحاث وليس لديها خطط مفصلة للتسويق.
تركز تفضيلات التوظيف لدى ديب سيك على القدرات الفنية وليس الخبرة العملية عند تعيين الموظفين الجدد، لذا فإن معظم الموظفين الجدد هم إما طلاب جامعيون حديثو التخرج أو مطورون لم تستقر حياتهم المهنية في مجال الذكاء الاصطناعي بشكل جيد.

## تاريخ الإصدار
في 2 نوفمبر 2023، كشفت شركة ديب سيك عن نموذجها الأول، مبرمج ديب سيك، والذي أتيح مجانًا للباحثين والمستخدمين التجاريين. جُعِل كود النموذج مفتوح المصدر بموجب رخصة ام اي تي، مع اتفاقية ترخيص إضافية بشأن "الاستخدام المفتوح والمسؤول في المراحل النهائية" للنموذج نفسه.
في 29 نوفمبر 2023، أطلقت شركة ديب سيك برنامج ديب سيك إل إل ام، والذي وُسع إلى 67 مليار معامل. طُور للتنافس مع برامج إل إل ام الأخرى المتاحة في ذلك الوقت بأداء يقترب من أداء جي بي تي-4. ومع ذلك، فقد واجهت تحديات في الكفاءة الحابية وقابلية التوسع. أُصدرت نسخة شات بوت من النموذج تسمى شات ديب سيك.
في مايو 2024، اُطلقت النسخة الثانية من ديب سيك. وقد ذكرت صحيفة فاينانشال تايمز أن سعرها كان أرخص من نظيراتها بمبلغ 2 يوان صيني لكل مليون رمز إنتاج. وقد صنفت لوحة المتصدرين لمختبر تايجر التابع لجامعة واترلو النسخة الثانية من ديب سيك في المرتبة السابعة وفقاً لتصنيف إل إل ام الخاص بها.
في نوفمبر 2024، تم إصدار ديب سيك آر 1 لايت -بريفيو، والذي صُمم للتفوق في المهام التي تتطلب الاستدلال المنطقي، والمنطق الرياضي، وحل المشكلات في الوقت الفعلي. زعمت شركة ديب سيك أنها تجاوزت أداء أوبن آيo1 في معايير مثل أميركان انفيتيشن ماثماتيكس اكزامينيشن ( إي آي ام إي) والرياضيات. ومع ذلك، ذكرت صحيفة وول ستريت جورنال أنه عندما استخدمت 15 مشكلة من إصدار 2024 من ( إي آي ام إي)، فإن نموذج o1 وصل إلى حل أسرع من ديب سيك آر 1 لايت -بريفيو.
في ديسمبر 2024، أُطلقت النسخة 3 من ديب سيك. لقد جاء مع 671 مليار معلما وتم تدريبها في حوالي 55 يومًا بتكلفة 5.58 مليون دولار أمريكي، باستخدام موارد أقل بكثير مقارنة بنظيراتها. و قد دُرب على مجموعة بيانات 14.8 تريليون رمز. أظهرت اختبارات المقارنة تفوقها على لاما 3.1 و كوين 2.5 مع مطابقة جي بي تي 4o وكلاود 3.5 سونت. وقد سلط تحسين ديب سيك على الموارد المحدودة الضوء على الحدود المحتملة للعقوبات الأمريكية على تطوير الذكاء الاصطناعي في الصين. ووصف مقال رأي في صحيفة ذا هيل الإصدار بأنه يمثل وصول الولايات المتحدة إلى لحظة سبوتنيك في الذكاء الاصطناعي.
النموذج قائم على مزيج من الخبراء مع محول الانتباه الكامن، متعدد الرؤوس، والذي يحتوي على 256 خبيرا موجها وخبير مشترك واحد. يقوم كل رمز بتنشيط 37ب معلم وأكثر.
| مرحلة          | التكلفة (بالألف ساعة جي بي يو) | التكلفة (بالمليون دولار أمريكي) |
| -------------- | ------------------------------ | ------------------------------- |
| التدريب المسبق | 2,664                          | 5.328                           |
| امتداد السياق  | 119                            | 0.24                            |
| التخصيص الدقيق | 5                              | 0.01                            |
| المجموع        | 2,788                          | 5.576                           |

في 20 يناير 2025، أُطْلِق ديب سيك آر 1 و ديب سيك آر 1 زيرو. لقد تم اعتمادهم على بيس في3. مثل في3، كل منهما يعتمد على مزيج من الخبراء مع 671ب إجمالي المعلمات و37ب المعلمات النشطة. وقد أصدروا أيضًا بعض نماذج "ديب سيك آر 1 ديستل"، والتي لا تعتمد على آر 1. وبدلاً من ذلك، فهي تشبه نماذج أخرى ذات وزن مفتوح مثل لاما و كوين، والتي ضُبطت بدقة على البيانات الاصطناعية التي أنشأها آر 1.
يتم تدريب آر 1 - زيرو باستخدام التعلم التعزيزي (آر إل) فقط، دون أي ضبط دقيق خاضع للإشراف (اس ف تي). يتم تدريبه باستخدام تحسين السياسة النسبية للمجموعة (جي آر بي أو)، والذي يقدر خط الأساس من درجات المجموعة بدلًا من استخدام نموذج الناقد. نظام المكافآت المستخدم يعتمد على القواعد، ويتكون أساسًا من نوعين من المكافآت: مكافآت الدقة ومكافآت التنسيق.
مخرجات آر 1 - زيرو ليست سهلة القراءة وتتغير بين الإنجليزية والصينية في المخرجات، لذا قاموا بتدريب آر 1 لمعالجة هذه المشكلات وتحسين التفكير بشكل أكبر.

## الرقابة والمخاوف
في نهاية يناير 2025، أصدرت البحرية الأمريكية تعليمات لأفرادها بتجنب استخدام ديب سيك بسبب المخاوف الأمنية والأخلاقية المحتملة المرتبطة بأصل النموذج واستخدامه. ذكر البيت الأبيض أيضًا أن مجلس الأمن القومي ينظر في التداعيات الأمنية المحتملة لديب سيك.
قال وزير العلوم الأسترالي إد هيوسيك معلقًا على ديب سيك أنه «لابد من الإجابة على العديد من الأسئلة المتعلقة بالجودة وتفضيلات المستهلكين وإدارة البيانات والخصوصية». في 28 يناير 2025، حظرت هيئة حماية البيانات الإيطالية تطبيق ديب سيك بسبب عدم توفر معلومات حول كيفية معالجة الخدمة لبيانات المستخدمين. بدأت هيئة مراقبة الخصوصية الهولندية أيضًا تحقيقًا في ممارسات جمع البيانات التي يجريها ديب سيك.
في 31 يناير 2025، صرحت وزارة الشؤون الرقمية في تايوان أن على وزارات الحكومة والبنى التحتية الحساسة عدم استخدام ديب سيك لأنه يعرض أمن المعلومات الوطني للخطر.

## روابط خارجية
- الموقع الرسمي
- Deepseek-ai على غيت هاب
- ديب سيك على موقع Hugging Face (الإنجليزية)